# Гасси (село)
Гасси́ — село в Нанайском районе Хабаровского края. Входит в состав Дубовомысского сельского поселения.

## География
Село Гасси стоит на правом берегу Гассинской протоки (правобережная протока Амура).
Автомобильная дорога к селу Гасси идёт на запад от автотрассы Хабаровск — Комсомольск-на-Амуре, расстояние до трассы около 1 км.
Выше села Гасси на протоке стоит село Дубовый Мыс. В село Дубовый Мыс, помимо дороги от автотрассы Хабаровск — Комсомольск-на-Амуре, от села Гасси идёт дорога местного значения, по мосту через малую реку, впадающую в Гассинскую протоку.

## Население
| 2002 | 2010 | 2011 | 2012 | 2021 |
| ---- | ---- | ---- | ---- | ---- |
| 45   | ↗48  | →48  | ↗49  | ↘21  |